# Рапото I (Ортенбург)
Рапото I (на немски: Rapoto I, † 26 август 1186) от род Спанхайми и прародител на страничния клон на имперските графове на Ортенбург в Бавария.

## Биография
Рапото I e четвъртият син на херцог Енгелберт II фон Спанхайм от Каринтия († 13 април 1141) и на Ута от Пасау (* 1085, † 9 февруари 1150), единствената дъщеря на граф Улрих фон Пасау († 1099). Вероятно е роден в замък Крайбург.
Той получава да управлява земи от наследството на майка му близо до Пасау. През 1120 г. заминава в земите си, където има конфликти със съседите си графовете на Форнбах. Монасите от Форнбах отказват да го наричат граф.
Рапото I успява до 1130 г. да запази собственостите си, но не успява да ги разшери. Около 1120 г. той построява замък Ортенберг и през 1134 г. се нарича граф на Ортенберг (Ортенберг е старото име на Ортенбург).
През 1145 г. умира Дитрих фон Фихтенщайн от фамилията на Форнбах и епископ Регинберт фон Хагенау обещава на Рапото фогт правата над епископския Св. Николаус пред вратите на Пасау. През 1158 г. умира последният от могъщите Форнбахи, граф на Нойбург и Питен Екберт III в битката при Милано. Рапото наследява църковни собствености в Долна Бавария и по-късно със синовете си цялата собственост на Форнбахите.
През 1163 г. Рапото се жени за графиня Елизабет фон Зулцбах. След смъртта на брат му маркграф Енгелберт III от Истрия той получава богатото графство Крайбург и земи в Химгау. Така собствеността на Рапото се разполага от долината на Брикснер в Тирол до Бохемската гора.
Заедно с братята си, херцог Улрих I от Каринтия, маркграф Енгелберт III от Истрия и епископ Хартвиг II от Регенсбург, Рапото I често служи на крал Конрад III и на император Фридрих Барбароса. Той често присъства на имперски събрания. Дълги години той подкрепя често също баварските херцози Леополд IV фон Бабенберг, Хайнрих XII от Бавария, Хайнрих II Язомиргот и Ото I фон Вителсбах.
Рапото I има важно положение в Свещената Римска империя. На имперското събрание в Майнц през 1184 г. синовете му Рапото II и Хайнрих I заедно с императорските синове стават рицари на голямо тържество.

## Деца
Рапото I е женен за Елизабет фон Зулцбах († ок. 23 януари 1206), дъщеря на граф Гебхард III фон Зулцбах († 1188) и съпругата му Матилда († 16 март 1183), дъщеря на баварския херцог Хайнрих IX. Двамата имат децата:
- Рапото II († 19 март 1231), пфалцграф на Бавария и граф на Ортенбург, ∞ Удилхилд, графиня на Дилинген († сл. 19 март 1231)
- Аделхайд († сл. 6 януари 1188), канонеса в Берхтесгаден
- Матилда († ок. 1200) ∞ граф Конрад II фон Фалай († ок. 1198/1200)
- Елизабет († сл. 1240) ∞ граф Геро II фон Хоенбург († ок. 1220)
- Хайнрих I († 15 февруари 1241 в Ортенбург), граф на Ортенбург и граф на Мурах, ∞ 1. брак: Божислава (Юта), принцеса от Бохемия († ок. 6 февруари 1237), 2. брак: на 13 май 1237 г. Рихца (Рихгард), маркграфиня на Хоенбург († 10 август 1266)
- Бригида ∞ граф Ото II фон Ортенбург († сл. 1197)